# Minutius tenuis
Minutius tenuis är en skalbaggsart som beskrevs av Leon Fairmaire 1896. Minutius tenuis ingår i släktet Minutius och familjen långhorningar.
Artens utbredningsområde är Madagaskar. Inga underarter finns listade i Catalogue of Life.